# Armoriale dei comuni della provincia dell'Aquila
Questa pagina contiene le armi (stemmi e blasonature) dei comuni della provincia dell'Aquila.
| Stemma                            | Comune e blasonatura | Gonfalone e bandiera                      |
| --------------------------------- | --- | ----------------------------------------- |
|                                   | Acciano Partito: nel PRIMO d'argento, all'aquila imperiale al naturale; nel SECONDO partito: a) troncato d'argento, all'aquila imperiale al naturale; b) di rosso, alla croce diminuita d'argento; nel secondo di rosso, alle tre fasce d'argento. Capo di rosso, al fuso di verde, affiancato da due rami di alloro e di quercia al naturale. Ornamenti esteriori di Comune. Gonfalone: drappo d'azzurro… |                                           |
|                                   | Aielli D.P.R. n. 8924 del 1º dicembre 1993 Gonfalone: drappo di rosso… |                                           |
| Versione sannitica Altra versione | Alfedena Gonfalone: drappo di azzurro… |                                           |
| Versione sannitica                | Anversa degli Abruzzi Gonfalone: drappo di azzurro… |                                           |
|                                   | Ateleta Di colore arancione, con bordatura in oro, in alto, domina una quercia, e sotto, in bell'ordine, campeggiano nove spighe di grano, simbolo delle nove famiglie che, provenienti da Pescocostanzo, per prima, già prima della fondazione del novello Comune di Ateleta, abitarono la zona delle attuali frazioni, coltivandovi soprattutto il grano. Due motivi di foglie a forma di corona ornano lo scudo lungo i bordi esterni, alloro dal lato sinistro, quercia dal lato destro, legati in giù da un drappo a forma di M. Completa in basso nastro di colore oro con la scritta ATELETA. Gonfalone: Drappo rettangolare azzurro, contornato da un ricamo e da una bordatura in cui sono presenti: in alto, la scrittura "COMUNE DI"; in centro, lo Stemma del Comune; in basso, la scritta "ATELETA". Ai lati è presente un cordone di colore oro. Le bordature, la frangia, il ricamo e le scritte sono di colore oro. |                                           |
|                                   | Avezzano D'azzurro, al San Bartolomeo di carnagione, in maestà, aureolato d'oro, capelluto e barbuto di nero, mirante verso l'alto, i fianchi e parte delle gambe drappeggiati di rosso, il braccio destro alzato, la mano destra impugnante il coltello del martirio, posto in banda, con la punta all'insù, d'argento, la spalla sinistra coperta dalla pelle del Santo, al naturale, pendente fino al fianco sinistro, attraversante il drappeggio, terminante con le mani e con il viso, rovesciati, il Santo sostenuto dalla pianura diminuita, d'oro. Ornamenti esteriori da città Gonfalone: Drappo di giallo, riccamente ornato di ricami d'oro e caricato dallo stemma sopra descritto con la iscrizione centrata in oro, recante la denominazione della città, le parti in metallo ed i cordoni saranno dorati. L'asta verticale sarà ricoperta di velluto giallo con bullette dorate poste a spirale. Nella freccia sarà rappresentato lo stemma della città e sul gambo inciso il nome. Cravatta con nastri ricolorati dai colori nazionali frangiati d'oro. D.P.R. del 31 dicembre 1961                                                                                                   |                                           |
|                                   | Balsorano Di azzurro, al braccio destro, movente dal lembo sinistro dello scudo, vestito di nero, con il polsino di rosso, la mano di carnagione, impugnante sette spighe di grano, d'oro. Ornamenti esteriori da Comune.» Gonfalone: Drappo di rosso… D.P.R. del 15 giugno 1995 |                                           |
|                                   | Barete D'argento, ai tre scaglioni di rosso, accompagnati in capo dalla stella di otto raggi dello stesso. D.P.R. del 22 luglio 1987 Gonfalone: Drappo partito di rosso e bianco riccamente ornato di ricami d'argento e caricato dello Stemma con l'iscrizione centrata in argento, recante la denominazione del Comune. D.P.R. del 22 luglio 1982 |                                           |
|                                   | Barisciano Gonfalone: drappo di rosso… |                                           |
|                                   | Barrea D'azzurro, alla lettera maiuscola V, di argento, accompagnata all'altezza del cuore da due punti, dello stesso, uno a destra, l'altro a sinistra. D.P.R. dell'11 ottobre 1999 Gonfalone: Drappo bianco riccamente ornato di ricami d'argento e caricato dello stemma con la iscrizione centrata in argento, recante la denominazione del Comune. |                                           |
|                                   | Bisegna |                                           |
|                                   | Bugnara D'azzurro, alle tre bande, di argento. Ornamenti esteriori da Comune. D.P.R. del 30 marzo 2004 Gonfalone: drappo di bianco con la bordatura di azzurro… |                                           |
|                                   | Cagnano Amiterno Gonfalone: drappo di rosso leggermente appuntato… |                                           |
|                                   | Calascio Tre torri di colore grigio su sfondo celeste, con base di verde, con in alto una stella rossa. Gonfalone: drappo di rosso bordato di verde… |                                           |
|                                   | Campo di Giove Campo di cielo, alla fascia diminuita d'oro, caricata delle lettere maiuscole C D G, puntate di rosso, accompagnata in capo dal sole d'oro, in punta dalla campagna di azzurro, fluttuosa di argento. D.P.R. del 4 maggio 1998 Gonfalone: drappo di rosso con bordatura di azzurro, riccamente ornato di ricami di argento e caricato dallo stemma civico con la iscrizione centrata in argento, recante la denominazione del Comune. Le parti in metallo ed i cordoni saranno argentati. L'asta verticale sarà ricoperta di velluto dei colori del drappo, alternati, con bullette argentate poste a spirale. Nella freccia sarà rappresentato lo stemma del Comune e sul gambo inciso il nome. Cravatta con nastri ricolorati dai colori nazionali fregiati d'argento |                                           |
|                                   | Campotosto Gonfalone: drappo di rosso… |                                           |
|                                   | Canistro D.P.R. del 30 marzo 1984 Gonfalone: drappo partito di bianco e di rosso… |                                           |
|                                   | Cansano D.P.R. dell'11 giugno 1997 Gonfalone: drappo partito di bianco e di rosso… |                                           |
|                                   | Capestrano Gonfalone: drappo di azzurro… |                                           |
|                                   | Capistrello D.P.R. n. 8491 del 7 agosto 1992 Gonfalone: Drappo partito di verde e di rosso… |                                           |
|                                   | Capitignano D'argento, alla testa di moro al naturale. Gonfalone: drappo troncato di bianco e di nero, caricato dell'arma sopra descritta. |                                           |
|                                   | Caporciano Testa di cinghiale, racchiusa in uno scudo prevalentemente di colore rosso, bordato d'oro, sormontata da una fascia trasversale in cui viene ripreso il panorama dell'abitato di Caporciano con sullo sfondo, in contrasto contro il cielo la torre del castello di Bominaco. Lo stemma è caricato da uno stilema rappresentante la sommità di una torre, a tre ordini, su una base rossa, con tre aperture al primo ordine, nove sul secondo e nove merli a coronamento. Gonfalone: Drappo di blu con la bordatura in oro. |                                           |
|                                   | Cappadocia Un cappello baronale di colore avana, guarnito di una penna di struzzo rosa, sormontato da una stella a otto raggi, in campo blu. D.P.C.M. del 30 luglio 1953 Gonfalone: drappo di azzurro… |                                           |
|                                   | Carapelle Calvisio Gonfalone: drappo di azzurro… |                                           |
| Stemma usato sul gonfalone        | Carsoli D.P.C.M. del 17 marzo 1958 Gonfalone: drappo troncato di bianco e di azzurro… D.P.C.M. del 29 aprile 1958 |                                           |
|                                   | Castel del Monte D'azzurro, al castello d'argento, merlato di sei alla guelfa, chiuso e murato di nero, torricellato di un pezzo centrale, merlato di tre alla guelfa, finestrato e murato di nero; esso castello accompagnato dai 5 colli all'italiana d'oro, uniti, il centrale più alto, fondati in punta. Ornamenti esteriori da Comune. D.P.R. del 20 giugno 1986 Gonfalone: drappo partito di bianco e di azzurro… |                                           |
|                                   | Castel di Ieri Una torre medioevale, merlata su sfondo azzurro, fortificata da due muraglie ed accompagnata da tre stelle di sei raggi. Gonfalone: Drappo di giallo… |                                           |
|                                   | Castel di Sangro Campo di cielo, al castello di rosso, mattonato di nero, merlato alla guelfa, il fastigio di dieci, le due torri, alte e alquanto coniche, di cinque, finestrate di due, di nero, una e una, chiuso dello stesso, esso castello sormontato dalla stella di sei raggi d'oro e fondato sulla pianura di azzurro, fluttuosa d'argento. Ornamenti esteriori di Comune D.P.R. del 17 maggio 2002 trascritto nel Registro Araldico il 25 maggio 2002, registrato nei registri onorificenze e araldica dello Stato il 30 maggio 2002, registro 2002 p. 42. Gonfalone: drappo partito di rosso e di giallo… |                                           |
|                                   | Castellafiume drappo di rosso… |                                           |
|                                   | Castelvecchio Calvisio Gonfalone: drappo di azzurro… |                                           |
|                                   | Castelvecchio Subequo D'azzurro, alla banda d'oro, accompagnata in capo dalla torre dello stesso, merlata alla guelfa di quattro, murata e chiusa di nero, in punta da tre stelle di cinque raggi, ordinate in banda, d'oro. Ornamenti esteriori da Comune. D.P.R. del 22 dicembre 2010 Gonfalone: drappo di giallo con la bordatura di azzurro… |                                           |
|                                   | Celano D.C.G. del 13 novembre 1934 Gonfalone: drappo partito di rosso e di azzurro… |                                           |
|                                   | Cerchio Tre monti e una stella a sei raggi sono inscritti in una "rotella" a sua volta sormontata da un leone. Gonfalone: drappo partito di rosso e di nero… |                                           |
|                                   | Civita d'Antino D'oro, alla corona dorica d'azzurro, cimata dalla fiamma al naturale. Gonfalone: Drappo d'azzurro riccamente ornato di ricami d'argento e caricato dello stemma sopra descritto con la iscrizione centrata in argento recante la denominazione del Comune. |                                           |
|                                   | Civitella Alfedena D'azzurro, ai tre monti conici di verde, fondati sulla pianura di rosso, il monte centrale più alto, caricato dal leone d'oro, linguato ed allumato di rosso, poggiante la zampa posteriore sinistra sulla pianura, i monti laterali con declivi parzialmente celati dal monte centrale, i tre monti cimati ognuno dalla crocetta patente d'oro. D.P.R. del 25 marzo 1988 Gonfalone: drappo di rosso… |                                           |
|                                   | Civitella Roveto Gonfalone: drappo di bianco… |                                           |
|                                   | Cocullo Di azzurro, alla colonna dorica, con la sommità spezzata, di rosso, con i due serpi cervoni di oro, accollanti la colonna, la testa del cervone a destra posta all'ingiù e in banda, attraversante la colonna, la testa del cervone a sinistra posta all'ingiù e in sbarra, ugualmente attraversante, essa colonna fondata sulla campagna diminuita, di verde, e accompagnata a destra dall'arbusto di ginestra, di verde, nodrito nella campagna diminuita. Ornamenti esteriori da Comune. Gonfalone: Drappo di rosso con la bordatura di azzurro. |                                           |
|                                   | Collarmele Gonfalone: drappo partito di rosso e di verde… |                                           |
|                                   | Collelongo Gonfalone: drappo partito di rosso e di azzurro… |                                           |
|                                   | Collepietro Gonfalone: drappo d'azzurro… |                                           |
|                                   | Corfinio Di azzurro, alla mitra vescovile d'oro, caricata dalla croce latina di rosso, munita delle infule d'oro, sostenuta da due angeli volanti, con il viso, le mani, i piedi, di carnagione, capelluti di nero, con le ali d'argento, vestiti con la lunga tunica, dello stesso, l'angelo posto a destra tenente con la mano destra la palma di verde, posta in banda abbassata, l'angelo posto a sinistra tenente con la mano sinistra la palma di verde, posta in sbarra abbassata, il tutto accompagnato in punta dalla fede di carnagione, con gli avambracci, moventi dai fianchi dello scudo, vestiti di rosso. D.P.R. del 17 novembre 1992 Gonfalone: drappo partito di bianco e di rosso… |                                           |
|                                   | Fagnano Alto Una torre d'oro, murata di nero, merlata alla guelfa di cinque, finestrata con due finestrelle tonde, ordinate in fascia, di nero, chiusa dallo stesso, fondata sulla pianura di verde, cimata dal fagiano al naturale, in profilo, sostenuto dal merlo centrale, accompagnata dalla stella di otto raggi, d'oro, posta all'angolo destro del capo. Gonfalone: drappo di giallo… |                                           |
|                                   | Fontecchio L'antica fontana del paese con due leoni rampanti. |                                           |
|                                   | Fossa |                                           |
|                                   | Gagliano Aterno Di azzurro, al gallo policromo al naturale, crestato e barbato di rosso, imbeccato e membrato d'oro, sormontato dalla stella di sei raggi d'oro. Sotto lo scudo, su lista bifida e svolazzante di azzurro, la scritta in lettere maiuscole di nero, COMMUNITAS GALLIANI. Ornamenti esteriori da Comune. Gonfalone: drappo di giallo… D.P.R. del 9 gennaio 2006 |                                           |
|                                   | Gioia dei Marsi D.P.R. n. 3537 del 4 giugno 1986 Gonfalone: drappo di rosso… |                                           |
|                                   | Goriano Sicoli D'azzurro con stella di sei raggi, d'oro, posta nel punto d'onore, accompagnata dalla mezzaluna montante, anch'essa d'oro. D.C.M. del 1998 Gonfalone: drappo di giallo… |                                           |
|                                   | Introdacqua Gonfalone: drappo di rosso… |                                           |
|                                   | L'Aquila D'argento all'aquila dal volo abbassato di nero, coronata, rostrata, linguata e armata d'oro; accostata dalla scritta P.H.S. in capo, e ai fianchi IMMOTA MANET. Ornamenti esteriori da Città. Gonfalone: Drappo di bianco bordato di velluto verde arabescato e frangiato in oro, caricato dello stemma della città, con l'iscrizione centrata in oro "Città di Aquila degli Abruzzi", il tutto accantonato dagli stemmi in scudetti sannitici dei quattro quartieri della città: di San Marciano, di Santa Maria Paganica, di San Pietro a Coppito e di Santa Giusta e cioè: 1º d'azzurro all'albero piantato su terreno erboso, il tutto al naturale sormontato da un uccello; 2º d'argento alla testa di moro chiomata di nero tenente in bocca una rosa al naturale; 3º d'argento alla croce di rosso; 4º d'azzurro a due bande d'oro accostate da due stelle d'oro. Le parti di metallo e i nastri saranno dorati. L'asta verticale sarà ricoperta di velluto verde con bullette dorate poste a spirale. Nella freccia sarà rappresentato lo stemma del Comune e sul gambo inciso il nome. Cravatta e nastri tricolorati dai colori nazionali frangiati d'argento.                      | Gonfalone storico in uso dal 1937 al 1999 |
|                                   | Lecce nei Marsi |                                           |
|                                   | Luco dei Marsi Gonfalone: drappo di rosso… |                                           |
|                                   | Lucoli D'azzurro, alla gemella in banda d'argento, accompagnata da due rose del secondo. Gonfalone: drappo di rosso… |                                           |
|                                   | Magliano de' Marsi Gonfalone: drappo di rosso… |                                           |
|                                   | Massa d'Albe Di azzurro, al monte al naturale, fondato in punta, a sinistra, con le tre cime innevate di argento, la cima centrale più alta, esso monte accompagnato in capo dall'aquila di nero, armata d'oro, posta a destra, afferrante con gli artigli due fulmini di rosso, con la punta all'insù, decussati all'ingiù, il fulmine posto in banda afferrato con l'artiglio di destra, quello posto in sbarra con l'artiglio di sinistra. Ornamenti esteriori da Comune. D.P.R. del 17 aprile 1990 Gonfalone: drappo partito di bianco e di rosso riccamente ornato di ricami d'argento e caricato dello stemma sopra descritto con l'iscrizione centrata in argento recante la denominazione del Comune. Le parti di metallo ed i cordoni saranno argentati. L'asta verticale sarà ricoperta di velluto dei colori del drappo, alternati, con bullette argentate poste a spirale. Nella freccia sarà rappresentato lo stemma del Comune e sul gambo inciso il nome. Cravatta con nastri tricolorati dai colori nazionali frangiati d'argento. |                                           |
|                                   | Molina Aterno D'oro al castello di rosso, finestrato di due e murato di nero, munito di tre torri, merlata ciascuna di tre alla guelfa. Ornamenti esteriori da Comune. D.P.R. del 18 settembre 1984 Gonfalone: drappo partito di giallo e di rosso… |                                           |
|                                   | Montereale Una corona a nove torri che sovrasta uno scudo tagliato in due campi triangolari; nel triangolo posto in alto viene raffigurata un'aquila e una freccia; in quello posto in basso sono raffigurati tre monti; il tutto è circondato da un serto composto, nella parte destra, da un ramo di quercia (simbolo di forza) e nella parte sinistra, da un ramo di ulivo (simbolo di pace). Gonfalone: Drappo blu rettangolare, bordato e frangiato d'oro, terminante al ventame con tre bandoni, il centrale più lungo e al bilico in tre merli guelfi; caricato al centro dallo Stemma recante in capo la scritta "COMUNE DI MONTEREALE"; il drappo e riccamente ricamato da filamenti in argento; il bilico è unito all'asta con un cordone di argento. |                                           |
|                                   | Morino Gonfalone: drappo di rosso… |                                           |
|                                   | Navelli R.D. n.12 del 13 marzo 1931 Gonfalone: drappo di azzurro… |                                           |
|                                   | Ocre D'azzurro, alla torre di due palchi, fondata in punta, d'argento, murata di nero, merlata alla guelfa, il palco superiore di tre, quello inferiore di quattro, chiusa e finestrata con due finestrelle tonde, ordinate in fascia, di nero, cimata dall'asta dello stesso, munita di gagliardetto di rosso, bifido, sventolante a sinistra, essa asta attraversata dalla fascia diminuita, interzata in fascia, la prima e la terza d'oro, la seconda di rosso. Ornamenti esteriori da Comune. Gonfalone: Drappo di colore giallo, riccamente ornato di ricami d'argento e caricato dallo stemma sopra descritto con la iscrizione centrata in argento, recante la denominazione del Comune. Le parti di metallo ed i cordoni sono argentati. L'asta verticale è ricoperta di velluto giallo, con bullette argentate poste a spirale. Nella freccia è rappresentato lo stemma del Comune e sul gambo inciso il nome. Cravatta con nastri tricolorati dai colori nazionali frangiati d'argento. |                                           |
|                                   | Ofena Gonfalone: drappo di azzurro… |                                           |
|                                   | Opi D.P.R. del 26 dicembre 1963 Gonfalone: drappo partito di rosso e di bianco… |                                           |
|                                   | Oricola D'azzurro, alle due orecchie umane destra e sinistra, ordinate in fascia all'altezza del punto d'onore, di oro, accompagnate in punta da tre montagne d'argento, le due laterali fondate in punta, la centrale, più alta, fondata sulle montagne lateralie con i declivi parzialmente celati dalle montagne stesse. Sotto lo scudo su lista bifida e svolazzante di azzurro, il motto, in lettere maiuscole di nero, OLIM AURICOLA REGNI. D.P.R. del 2 aprile 2001 Gonfalone: Drappo di giallo con la bordatura di azzurro, riccamente ornato di ricami di argento e caricato dallo stemma civico con la iscrizione centrata in argento, recante la denominazione del Comune. Le parti di metallo e i cordoni saranno argentati. L'asta verticale sarà ricoperta di velluto dei colori del drappo, alternati, con bullette argentate poste a spirale. Nella freccia sarà rappresentato lo stemma del Comune e sul gambo inciso il nome. Cravatta con nastri tricolorati dai colori nazionali frangiati d'argento. |                                           |
|                                   | Ortona dei Marsi D'azzurro, alla quercia di verde, fustata al naturale, ghiandifera di cinque, d'oro, nodrita nella collina tondeggiante, di verde, fondata in punta e unita a due colline di verde, una a destra, l'altra a sinistra, ugualmente fondate e tondeggianti, con i declivi celati dalla collina centrale. Ornamenti esteriori da Comune. Gonfalone: drappo di giallo con la bordatura di azzurro, riccamente ornato di ricami d'argento… |                                           |
|                                   | Ortucchio Gonfalone: drappo di azzurro… |                                           |
|                                   | Ovindoli Cerchio dorato contenente l'immagine di S. Sebastiano trafitto da frecce, nella foggia storicamente esistente nel catasto onciario prov.2 Abruzzo Ulteriore anno 1759 vol. 3075 foglio 18 dell'Archivio di Stato di Napoli Sezione Amministrativa. Gonfalone: Drappo rosso, riccamente ornato di ricami d'oro e caricato dello Stemma sopra descritto. |                                           |
|                                   | Pacentro Tre torri con tre monti che fungono da paesaggio, sovrastate da una stella a cinque punte di colore giallo coronata. Lo sfondo di colore azzurro. Gonfalone: drappo partito di bianco e di verde… |                                           |
|                                   | Pereto D'azzurro, al pero sradicato, d'argento, coi quattro rami dello stesso decussati a due a due, i rami inferiori ridecussati con quelli superiori, fogliato di 13, di verde e fruttato di 7, d'oro. Ornamenti esteriori da Comune. Gonfalone: Drappo partito di verde e di bianco riccamente ornato e frangiato d'argento, caricato dallo stemma sopra descritto e con l'iscrizione Comune di Pereto centrata in oro. L'asta verticale è ricoperta di velluto dei colori del drappo, bianco e verde, le bullette argentate sono poste a spirale. Nella freccia è rappresentata una miniatura metallica dello stemma. La cravatta è composta di nastri che riportano i colori nazionali. |                                           |
|                                   | Pescasseroli Lo stemma rappresenta l'apostolo Paolo con il braccio destro levato in alto e la sinistra che regge il Vangelo e la spada. D.P.C.M. del 9 dicembre 1958 |                                           |
|                                   | Pescina Di azzurro, al San Berardo in maestà, il viso e le mani di carnagione, capelluto e barbuto d'argento, aureolato di rosso, il capo coperto dalla mitria d'oro, bordata di verde, ornata da due crocette di rosso e dal filetto centrale e verticale di verde, benedicente con la mano destra, tenente con la mano sinistra il pastorale d'oro, posto in sbarra alzata, il santo vestito con la lunga tunica di argento munita di cingolo rosso, con la stola dello stesso, frangiata d'oro ed ornata da crocette dello stesso, con il manto rosso, bordato d'oro, il Santo recante sul petto la croce pettorale d'oro, calzato dello stesso sostenuto dalla pianura diminuita di verde. Sotto lo scudo, su lista bifida e svolazzante di azzurro, il motto in lettere maiuscole di nero: PISCINA CIVITAS MARSORUM. Ornamenti esteriori da città D.P.R. del 25 ottobre 2000 Gonfalone: drappo rettangolare di rosso… |                                           |
|                                   | Pescocostanzo D.C.G. del 25 luglio 1929 Gonfalone: drappo di giallo… R.D. del 2 dicembre 1929 |                                           |
|                                   | Pettorano sul Gizio |                                           |
|                                   | Pizzoli D'azzurro a due triangoli d'oro rovesciati uno sopra l'altro e accostati da 2 stelle (8) dello stesso; nascente dalla punta un monte (3) d'argento. Ornamenti esteriori del Comune D.P.R. del 18 febbraio 1976 Gonfalone: drappo giallo riccamente ornato di ricami d'argento e caricato dello stemma comunale con la iscrizione centrata in argento COMUNE DI PIZZOLI. |                                           |
|                                   | Poggio Picenze Gonfalone: drappo di rosso… |                                           |
|                                   | Prata d'Ansidonia Di rosso alle due chiavi d'azzurro decussate con gli ingegni all'ingiù e rivolti verso l'esterno d'azzurro; legate da un cordoncino dello stesso attraversante gli occhielli. Ornamenti esteriori da Comune. Gonfalone: drappo d'azzurro… |                                           |
|                                   | Pratola Peligna Di rosso alla torre d'argento in tre palchi, murata e chiusa di nero merlata alla ghibellina ed accostata da due stelle pure d'argento raggiate di sei D.P.R. dell'8 aprile 1975 Gonfalone: drappo di bianco… |                                           |
|                                   | Prezza Gonfalone: drappo di azzurro leggermente appuntato… |                                           |
|                                   | Raiano Un leone rampante sotto una quercia con una banda orizzontale con le sigle sovrapposte V.D.R. il tutto racchiuso, in uno scudo su fondo azzurro. Gonfalone: drappo di rosso… |                                           |
|                                   | Rivisondoli D'azzurro, alla montagna di tre cime, d'argento, la cima centrale più alta, accompagnata da due stelle di sei raggi, una a una, d'oro, la montagna caricata dal fiume di azzurro, foggiato a guisa di pergola, con la parte superiore formata da due rivi fluenti dalle due selle della montagna, questa sostenuta dalla campagna concava, di verde, fondata in punta, essa campagna sostenente due giovinetti ignudi, di carnagione, con gli occhi chiusi, riposanti, capelluti di castano al naturale, i fianchi cinti dal gonnelin di cuoio al naturale, affrontati di tre quarti, le teste attraversanti sul campo, le gambe destre piegate, le gambe sinistre tese. D.P.R. del 29 marzo 1995 Gonfalone: Drappo di giallo, riccamente ornato di ricami d'argento e caricato dallo stemma civico con la iscrizione centrata in argento, recante la denominazione del Comune. Le parti di metallo ed i cordoni saranno argentati. L'asta verticale sarà ricoperta di velluto giallo, con bullette argentate poste a spirale. Nella freccia sarà rappresentato lo stemma del Comune e sul gambo inciso il nome. Cravatta con nastri tricolorati dai colori nazionali frangiati d'argento. |                                           |
|                                   | Rocca di Botte D.P.R. del 24 settembre 1997 Gonfalone: drappo partito di verde e di rosso… |                                           |
|                                   | Rocca di Cambio Gonfalone: drappo di giallo… |                                           |
|                                   | Rocca di Mezzo D'azzurro, alla torre di rosso merlata alla ghibellina di due palchi, il primo di cinque il secondo di quattro, aperta e finestrata di nero, fondata sulla campagna ristretta di verde, sormontata dalla corona ducale d'oro e fiancheggiata da due stelle d'oro di otto punte. Ornamenti esteriori da Comune. Gonfalone: drappo partito di rosso e di verde… |                                           |
|                                   | Rocca Pia Di azzurro, al castello di argento, murato, chiuso e finestrato di due di nero, torricellato di tre pezzi merlati alla guelfa di quattro, muniti ciascuno di due finestrelle tonde, poste in fascia, di nero, la torre centrale, pia alta e più larga, caricata dall'elemento grafico, di nero, formato da due ellissi, unite, con l'asse maggiore posto in fascia, e dalla croce latina, attraversante, esso castello sormontato dal sole d'oro e fondato sulla pianura di verde. Sotto lo scudo, su lista bifida e svolazzante di azzurro, la scritta, in lettere maiuscole di nero, UNIVERSITAS ROCCAE VALLIS OBSCURAE. Ornamenti esteriori da Comune D.P.R. del 16 novembre 1994 Gonfalone: drappo di giallo, riccamente ornato di ricami d'argento e caricato dallo stemma sopra descritto con la iscrizione centrata in argento, recante la denominazione del Comune. Le parti di metallo ed i cordoni saranno argentati. L'asta verticale sarà ricoperta di velluto giallo con bullette argentate poste a spirale. Nella freccia sarà rappresentato lo stemma del Comune e sul gambo inciso il nome. Cravatta con nastri tricolorati dai colori nazionali frangiati d'argento         |                                           |
|                                   | Roccacasale D'oro, al castello di rosso, mattonato di nero, merlato alla guelfa, munito di tre torri, la torre centrale più alta e più larga, merlata di quattro, finestrata di due finestre poste in palo, di nero, le torri laterali merlate di tre e finestrate di uno, dello stesso, il fastigio merlato di sette, esso castello chiuso di nero, finestrato con finestra centrale posta sotto il fastigio, dello stesso, fondato sulla pianura di verde, accompagnato dalle lettere maiuscole R e C, di azzurro, poste ai lati delle torri laterali. D.P.R. del 4 settembre 1998 Gonfalone: drappo di azzurro, riccamente ornato di ricami d'argento e caricato dallo stemma con la iscrizione centrata in argento, recante la denominazione del Comune. Le parti di metallo ed i cordoni saranno argentati. L'asta verticale sarà ricoperta di velluto azzurro, con bullette argentate poste a spirale. Nella freccia sarà rappresentato lo stemma del Comune e sul gambo inciso il nome. Cravatta con nastri tricolorati dai colori nazionali frangiati d'argento. |                                           |
|                                   | Roccaraso Gonfalone: drappo partito di bianco e di azzurro… |                                           |
|                                   | San Benedetto dei Marsi |                                           |
|                                   | San Benedetto in Perillis Gonfalone: drappo di azzurro… |                                           |
|                                   | San Demetrio ne' Vestini Guerriero a cavallo su fondo dorato. Gonfalone: drappo di colore celeste, al centro del quale è collocato lo stemma… |                                           |
|                                   | San Pio delle Camere D'azzurro, alla banda di verde, caricata da due rose d'oro, accompagnata da altre due rose, dello stesso, una nel canton sinistro del capo, l'altra nel canton destro della punta. Sotto lo scudo, su lista bifida e svolazzante di azzurro, il motto, in lettere maiuscole d'oro, SANCTE PIE ADESTO. Ornamenti esteriori da Comune. D.P.R. del 2 settembre 1998 Gonfalone: drappo di giallo bordato di azzurro… |                                           |
|                                   | San Vincenzo Valle Roveto |                                           |
|                                   | Sant'Eusanio Forconese |                                           |
|                                   | Sante Marie D.P.R. del 17 novembre 1993 |                                           |
|                                   | Santo Stefano di Sessanio Partito nel primo di azzurro, al Santo Stefano in maestà, di carnagione, aureolato d'oro, capelluto di nero, vestito con la dalmatica di rosso, ornata in basso dal tassello trapezoidale d'oro, e con il camice d'argento, tenente con la mano destra la torre di rosso, mattonata di nero, merlata alla guelfa di quattro, e con la mano sinistra la palma del martirio di verde, posta in sbarra alzata, il Santo sostenuto dalla pianura di verde, nel secondo d'oro alle sei palle poste in cinta, la palla posta in capo, più grande di azzurro, che ricadono tre gigli di oro, bene ordinati, le altre palle di rosso. |                                           |
|                                   | Scanno D'azzurro, al castello d'argento, murato di nero, chiuso dello stesso, con il coronamaneto privo di merli, torricellato di tre pezzi, merlati alla guelfa, la torre centrale più alta e più larga, merlata di cinque, finestrata di due, di nero, in palo, le torri laterali merlate di tre, finestrate di uno. di nero, esso castello fondato sul terreno ristretto di verde. D.P.C.M del 21 agosto 1990 Gonfalone: drappo di verde riccamente ornato di ricami d'argento e caricato dello stemma con la iscrizione centrata in argento recante la denominazione del Comune. Le parti di metallo ed i cordoni saranno argentati. L'asta verticale sarà ricoperta di velluto verde con bullette argentate poste a spirale. Nella freccia sarà rappresentato lo stemma del Comune e sul gambo inciso il nome. Cravatta con nastri tricolorati dai colori nazionali frangiati d'argento. |                                           |
|                                   | Scontrone Gonfalone: Drappo di azzurro… |                                           |
|                                   | Scoppito Di azzurro, con due fasce verticali alternate con tre spighe di grano, di oro, cimato da una corona di torre merlata. Gonfalone: Drappo di colore bianco ornato di bordi d'oro, caricato dello stemma comunale con l'iscrizione centrata in oro SCOPPITO. |                                           |
|                                   | Scurcola Marsicana Gonfalone: drappo partito di azzurro e di verde… |                                           |
|                                   | Secinaro |                                           |
|                                   | Sulmona Di rosso, alle quattro lettere d'oro maiuscole SMPE ordinate in banda. Gonfalone: drappo rettangolare di bianco bordato d'oro, merlato alla guelfa nei lati minori, cinque merli in alto e quattro in basso, che porta in alto lo stemma rosso della città coronata e in basso il nome della città in lettere auree maiuscole. |                                           |
| Stemma presente sul gonfalone     | Tagliacozzo D.P.R del 22 settembre 1992 Gonfalone: drappo di verde ai quattro pali di bianco… | Gonfalone storico                         |
|                                   | Tione degli Abruzzi D'azzurro alla fascia d'oro, accompagnata in capo da tre gigli, ordinati in fascia, dello stesso, e in punta dalla parola TIO, in lettere maiuscole, d'oro. Ornamenti esteriori da Comune. Gonfalone: drappo di giallo con la bordatura di azzurro… D.P.R. del 7 marzo 2005 |                                           |
| Versione presente sul gonfalone   | Tornimparte Gonfalone: drappo di giallo… |                                           |
|                                   | Trasacco |                                           |
|                                   | Villa Sant'Angelo |                                           |
|                                   | Villa Santa Lucia degli Abruzzi Di azzurro, alla effigie di Santa Lucia in maestà, il viso, il collo, le mani, i piedi di carnagione, capelluta di nero, aureolata d'oro, i capelli ornati dal serto di sette roselline di rosso, vestita con la tunica di argento e il manto di verde, fermato sul petto dalla borchia d'oro a forma di crocetta, tenente con la mano destra la palma del martirio, posta in palo, d'oro, con la mano sinistra la patena d'oro con i due occhi al naturale, la Santa sostenuta dalla pianura diminuita di verde e accompagnata nei cantoni del capo da due stelle di sei raggi, di argento. Ornamenti esteriori da Comune. Gonfalone: drappo di giallo con la bordatura di azzurro… D.P.R. del 6 marzo 2006 |                                           |
|                                   | Villalago Una torre di due palchi ognuno dei quali merlato, l'inferiore con otto merli e il superiore con sei. Gonfalone: drappo d'azzurro… |                                           |
|                                   | Villavallelonga Gonfalone: drappo di rosso… |                                           |
|                                   | Villetta Barrea D'oro alla lettera M maiuscola gotica, di azzurro, sostenente la croce di rosso, patente nei tre bracci superiori, dal piede aguzzo in quello inferiore, accompagnata in punta dal ramo di verde, posto in sbarra abbassata, munito di sette foglie all'insù e quattro all'ingiù. Ornamenti esteriori da Comune D.P.R. del 6 agosto 1988 Gonfalone: drappo partito di azzurro e di rosso… |                                           |
|                                   | Vittorito D'argento, al castello di rosso, mattonato di nero, chiuso dello stesso, fondato in punta, munito di tre torri alte e svelte, la torre centrale più alta e più larga, merlate ognuna di tre alla ghibellina; il castello con il fastigio privo di merli, finestrato di sei, di nero, due nel corpo del castello, poste in fascia, due nella torre centrale, poste in palo, due nelle torri laterali, una e una. Ornamenti esteriori da Comune. Gonfalone: drappo di bianco con la bordatura di rosso… |                                           |